# فیلیپه کامپانولی مارتینز
فیلیپه کامپانولی مارتینز (به پرتغالی: Felipe Campanholi Martins) هافبک اهل برزیل است که در شهر Engenheiro Beltrão و در تاریخ ۳۰ سپتامبر ۱۹۹۰ به دنیا آمده‌است.
فیلیپه کامپانولی مارتینز در تیم‌های فوتبال باشگاه فوتبال پادوا سابقهٔ حضور دارد.